# Su-57 (航空機)
Su-57  フェロン
MAKS-2019において飛行するSu-57の試作機（054）
- 用途：多用途戦闘機
- 分類：ステルス戦闘機
- 設計者： スホーイ
- 製造者： KnAAZ
- 運用者： ロシア 航空宇宙軍[1]
- 初飛行：2010年1月29日[2][3][4][5]
- 生産数：32機（試験機10機[6]+量産型22機[7]）？
2028年までに量産型76機を予定[8]
- 生産開始：2017年[9]
- 運用開始：2020年12月[10]
- 運用状況：現役
- ユニットコスト：約4,000万USドル[11]

Su-57（ロシア語: Сухой Су-57）は、ロシア連邦のスホーイ社が開発し、コムソモーリスク・ナ・アムーレ航空機工場（KnAAZ）が製造するステルス戦闘機。
正式名称が定まる前は試作機の設計名称であるT-50と呼称されていたが、韓国の練習機であるT-50と区別するため、開発計画の名称であるPAK FA（ロシア語: ПАК ФА、Перспективный Авиационный Комплекс Фронтовой Авиации 日本語訳:戦術航空機先進航空複合体）の略称で呼ばれることが多かった。
一部メディアでは、北大西洋条約機構（NATO）の使用するNATOコードネームとして「フェロン」（Felon：咎人）が付与されたと報道がされている。
長らく公的機関による使用の有無が不詳であったが、2023年1月にNATOの主要メンバーであるイギリスの国防省がTwitter上で当該呼称 "FELON" を使用しているのが確認された。

## 概要
ロシア航空宇宙軍で旧式化しつつあるMiG-29やSu-27の代替となる戦闘機を開発するものである。以前の計画にはI-90計画（MFI、LFI、LFS）が存在したが、本計画はこれに替わるものである。
ロシア連邦がPAK FAの研究を開始したのは1998年で、ミコヤン、スホーイの設計局がデザイン案を提出し、競合の末2002年4月26日にスホーイ案が採用された。1.27案を提出したものの不採用になったミコヤンと、開発パートナーに指名されたヤコヴレフは製造の15%を受け持つのみとなった。翌年の2003年にスホーイはロシア連邦政府と試作機の設計、製造、試験の契約を締結、開発機の名称はI-21、あるいはスホーイ内部の設計名称でT-50と呼ばれ、アメリカ軍のF-22やF-35の実用化に対抗すべく、2009年の初飛行を予定していた。しかし実際の試験は若干遅れ、初飛行を果たしたのは2010年1月29日だった。本項では主にT-50について解説する。
PAK FAでは、スホーイ社がロシア空軍用として双発ジェット戦闘機を開発中であり、同社は試作機としてT-50を用意した。PAK FAは世界的に見ても数少ないステルスジェット機開発計画の一つである。PAK FAの意図は、ロシア連邦が装備中の旧式化したMiG-29やSu-27の後継機を作ることであるが、他にインドで開発中のヒンドスタン航空機（HAL）「FGFA」の基礎として用いることも意図している。
T-50の試作機は、2010年1月29日に初飛行を果たした。また、2010年8月31日までに総計17回の飛行を行い、11月中旬までには40回となった。第2のT-50機は、2010年内に飛行試験を開始することとされていたが、しかしこれは2011年3月まで遅延した。
2010年6月には当時のウラジーミル・プーチン首相がT-50を2016年に配備することを発表している。
ロシア国防省は2012年以降に最初に10機の試験用機体を購入し、2016年以降に60機の量産された標準型機体を調達する予定であるとした。最初の生産バッチでは現行の技術で作られたAL-41F1エンジンが搭載される。PAK FAの開発機体の運用年数は30年から35年程度と予想されている。
ロシア航空宇宙軍総司令官のヴィクトル・ボンダレフ中将によれば、2015年–2016年初めに量産体制に入り、ロシア空軍の戦闘機部隊に配備されるとしている。
2016年時点では、1機当たりの製造費はライバル機であるF-35が1億ドル強となるのに比べ5,000万ドルと半額以下になるということが報道されている。
2017年8月、ロシア航空宇宙軍総司令官ヴィクトル・ボンダレフ大将はロシア国防省系のズヴェズダTVのインタビューの中で、これまでT-50としていた最新鋭戦闘機の呼称をスホーイ57（Su-57）に正式決定した事を明らかにした。
2018年6月には、国防次官アレクセイ・クリボルチコは「KnAAZにてSu-57の製造作業は遅延無く進行している。ロシア国防省が受注契約に基づき追加導入する12機分のSu-57の供給が開始、まもなくロシア空軍に配備される」と発表した。
2019年2月18日、KnAAZのアレクサンドル・ペカルシ代表取締役は「Su-57の量産型第1号機は2019年度内に実戦配備される。量産型第2号機は2020年配備予定（2機契約で2019年度内に1機目納品）。試作機（T-50の設計名称で10機製造）のうち4機はシリアで実戦に参加、その性能は確認済み」と発表した。シリアでのロシア軍の活動については「ロシア連邦航空宇宙軍によるシリア空爆」を参照。
2019年5月15日、ロシアのプーチン大統領は「ロシア航空宇宙軍は2028年度までに76機のSu-57を受領する予定である」と述べた。
2019年5月28日、ズヴェズダはSu-57の組み立て作業の動画を公開した。
2019年6月27日、スホーイは、ロシア国防省主催の国際軍事技術フォーラム「ARMY 2019」にて、ロシア連邦政府と第5世代ジェット戦闘機Su-57量産型の供給に関する正式契約を行ったと発表した。
2019年7月29日、副首相のユーリー・ボリソフはSu-57の量産の開始を発表した。
2019年12月24日、ロシア国防省に引き渡される計画だった量産初号機がハバロフスク州ドショムギ空軍基地近郊にて墜落した。パイロットは無事に生還、健康体そのものであり既に退院している。墜落機のブラックボックス回収・解析および墜落機のパイロットの証言により、墜落の原因はエンジンではなくフライ・バイ・ワイヤに起因する尾翼の機体制御系システムの故障が原因とみられる。

## 開発計画

### 開発開始
1980年代後期のソビエト連邦は、自軍が一線で運用しているMiG-29およびSu-27を代替するため、必要とされる次世代航空機の概要を描いた。この必要性に適合する2種類の計画が提起された。スホーイ社のSu-47とミコヤンの1.44計画である。2002年、スホーイ社が新型戦闘機の設計を主導するために選ばれた。テクノコンプレックス科学生産センター、ラメンスコエ機器製造設計局、チホミロフ科学調査研究所、ウラル光学機械工場（在エカテリンブルク）、ポレト社（在ニジニ・ノヴゴロド）と中央科学調査無線技術研究所（在モスクワ）は、第五世代航空機に使用されるアビオニクス機器開発のため、2003年初頭に行われた比較審査で選ばれた企業だった。また、サトゥールン科学製造合同は、エンジン開発を主導的に担当する契約企業だった。
ノヴォシビルスク航空機製造企業合同（NAPO）はYu.A.ガガーリン記念コムソモーリスク・ナ・アムーレ航空機工場（KnAAZ）と共に機体の製造を実施し、最終組み立てはKnAAZの所在するコムソモリスク・ナ・アムーレでも行われる。企業のジェネラルディレクターを務めるフョードル・ジダーノフは、2007年3月6日にNAPOを訪問した時、ノヴォシビルスク州知事ヴィクトル・トロコンスキーに報告を行った。

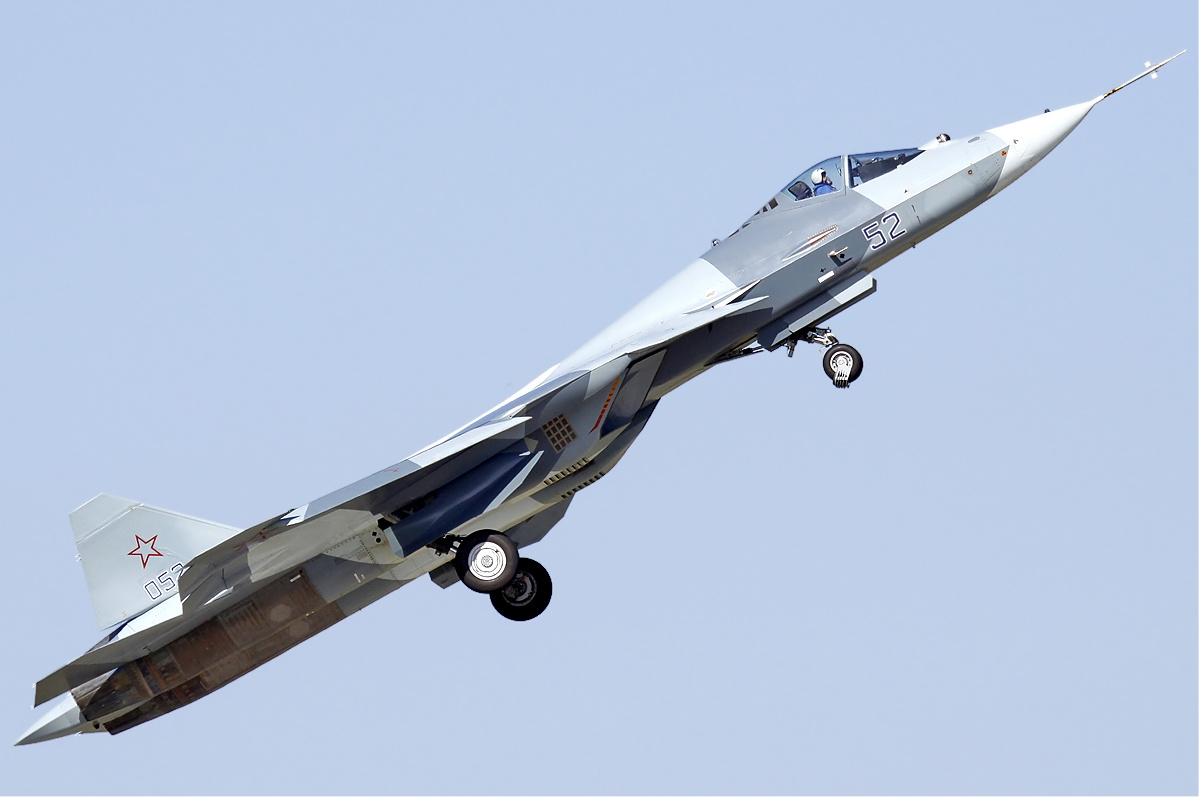
MAKS 2011で飛行したT-50（側面外形を示す）

2007年8月8日、ロシア空軍総司令官アレクサンドル・ゼーリンの言及がロシアの報道記者に引用された。これは、PAK FAプログラムの開発進捗度が完成に達し、飛行試験用の最初の機体が組立てに入るとの内容だった。ゼーリンはまた、2009年には3機の第5世代航空機が準備されるであろうことにも言及した。「これら全ての機体は現在テストを受けており、多少準備が整っている」と彼は述べた。2009年中頃には、この設計内容が承認を受けた。

### 飛行試験
T-50の初飛行は技術的な問題に遭遇したこともあって2007年初期から幾度も延期された。2009年8月まで、ゼーリン総司令官は、エンジンの問題と技術開発が未解決のままになっているという事実を認めていた。2009年2月28日、スホーイ社社長であるミハイル・ポゴシャンは、本機に用いられる機体部分が既に完成していること、最初の試作機が2009年8月に準備完了の予定であることを発表した。2009年8月20日、ポゴシャンは年末までに初飛行が実施されると述べた。戦略技術分析センター（在モスクワ）の副長を務めるコンスタンチン・マキエンコは、「遅れても」おそらく本機は1月か2月までには初飛行を実施するだろうと述べた。また、商業的な量産には5年から10年がかかるとも付け加えた。
2009年12月8日、セルゲイ・イワノフ副首相の発表では第5世代航空機の初試験が2010年から始まるとされた。初の滑走試験は2009年12月24日に正常に終了した。ロシア連邦英雄の称号を受賞した飛行士セルゲイ・ボクダンの操縦により、2010年1月29日、第1試作機の47分の初飛行が行われた。場所は極東ロシアのハバロフスク地方、KNAAPOが所有するドゼムギ飛行場である。

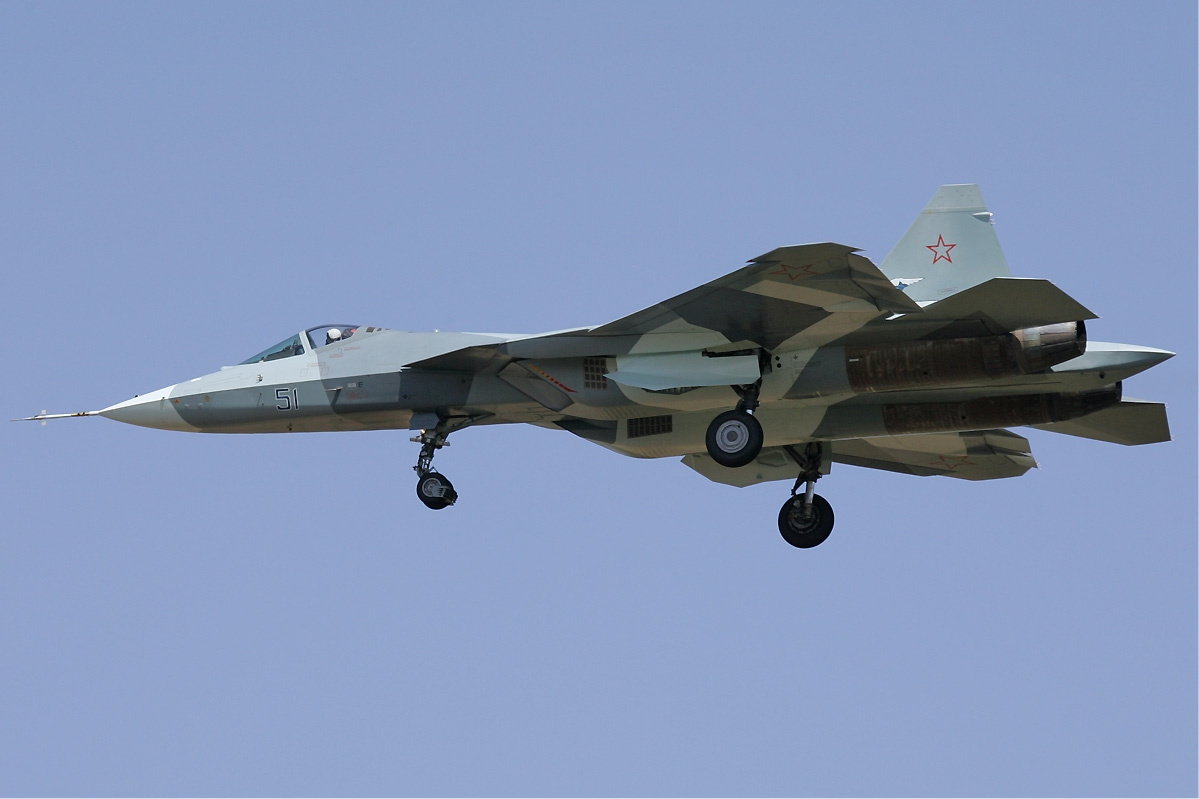
PAK FAで試作されたT-50。降着装置を降ろしている（2010年4月撮影）。

第2試作機の当初の計画では、2010年度第四半期に飛行試験に参加する予定だったものの、これは延期された。2011年3月3日、第2試作機が44分の試験飛行に成功したことが報告された。これら2機の試作機はレーダーと兵装制御システムが非搭載だった。第3および第4試作機は2011年に試験に加えられており、これらは完全な機能実証機である。2011年3月14日、シベリアのコムソモリスク・ナ・アムーレ近郊に設定された試験区域において、試作機が超音速飛行を達成した。
T-50は、2011年のMAKSエアショーで初めて公開展示された。当時ロシア首相だったウラジーミル・プーチンはこの催しに出席している。2011年6月、PAK FAが飛行試験中に様々な曲技飛行を行う様子を写した、認可を受けていないビデオが作成された。2011年11月3日、Su-57は100回目の飛行を達成した。続いての9か月で20回以上の試験飛行が実施された。
2011年3月9日、1号機が超音速飛行を行った。
2011年8月21日、T-50-2がMAKSエアショーにおいてエンジンがサージングを起こし、離陸滑走中に右舷エンジンから2回にわたって火が出て離陸を中止するという事態が起こった。
2011年11月3日、飛行回数が通算100回に達した。
2011年11月22日、第3試作機がコムソモリスク・ナ・アムーレに設けられたKnAAZの飛行場から初飛行を行った。第3試作機は空中で1時間以上を過ごし、基本的な安定性と動力系統のチェックを受けた。この機が他の試作機と異なる点はピトー管の欠如である。第3試作機（T-50-3）は、AESAレーダーを搭載して飛行した最初の試作機だった。空中でのレーダー切り替えは2012年7月24日に実施され、既存のレーダーに匹敵する性能を示した。
2012年6月、Su-57の試験のためアストラハン州アクチュビンスクに所在する第929国家飛行試験局で近代化された試験設備と新しい滑走路の建設が進められた。
2012年8月3日、Il-78との空中給油プローブ接続試験が実施された。
2012年12月12日、第4試作機が初飛行を実施した。そして1か月後、モスクワ近郊の試験において他の3機の機体と合流した。
2013年3月、最初の機体が2年間の公式な審査のために配備される予定であるということが公表された。
第5試作機が2013年10月27日コムソモリスク・ナ・アムーレにて初飛行を実施した。
2014年2月21日、国家試験のためロシア空軍に引渡しが行われた。
2014年5月20日、第3試作機及び第4試作機がKh-31、R-77、R-73などの模擬ミサイルを搭載し、編隊による飛行試験を行った。
2014年6月10日、第5試作機が着陸後機体右側のエンジンから出火した。スホーイはこの事故による計画への影響はないとしているが、原因究明のため調査委員会を設置すると発表した。
2014年8月14日、飛行回数が通算500回を超えた。
2015年5月28日、国家試験が最終段階に入ったことが報じられた。
2016年2月19日、『ジェーン・ディフェンス・ウィークリー』は、シンガポール・エアショーにおいてロッキード・マーティン社の関係者が、次世代戦闘機の条件はステルス形状の機体外観だけではないと述べたことからPAK FAは名ばかりの第5世代戦闘機だとする記事を掲載した。記事ではその理由としてT-50計画に詳しいロシアの専門家がエンジンやアビオニクスなど機内搭載システムの相当部分がSu-35と共通で5世代機にふさわしい機能がほとんどないとしたことを挙げていた。前述のとおり、T-50ではエンジンやレーダーは共通でなく新規開発でありSu-35と共通であるというのは間違いである。この記事に対してロシアの軍事専門誌『国家防衛』編集長のイゴール・コロチェンコはこれはナンセンスであり、T-50は完全に新規設計でそれはどんな前任者を持っておらず、Su-35のような第4++世代戦闘機とT-50と相関せず完全に別設計であると述べた。
2018年11月7日、ズヴェズダはSu-57の主翼の耐久試験の映像を公開した。公開された映像では主翼は104％の荷重で崩壊し、映像においてスホーイの責任者アレキサンダー・スコダ氏は「99％（荷重下における構造物の破壊）から104％（許容値）までが優れた結果であると考えられている。最大設計過負荷が104％以上になると、設計が重量超過であることを意味するので、あまり良く無い」と発言した。
2018年11月7日、Su-57の超低空飛行シーンの映像も公開。飛行高度300mはSu-57の限界低空高度ではなく、さらなる超々低空飛行も可能だという。

### 各試作機
開発にあたり2015年2月時点で9機の試作機が製造されている。2015年中に新たに3機の試作機が飛行試験に加わる予定で、部隊受領は2016年末から2017年初頭に予定されている。これらの機体は機体製造に使われる治具が変更されたことから、構造の強化が施されたと推測されており、尾翼や外翼パネルの形状が変更されているとの情報もある。今後全14機の試作機が飛行する予定となっている。

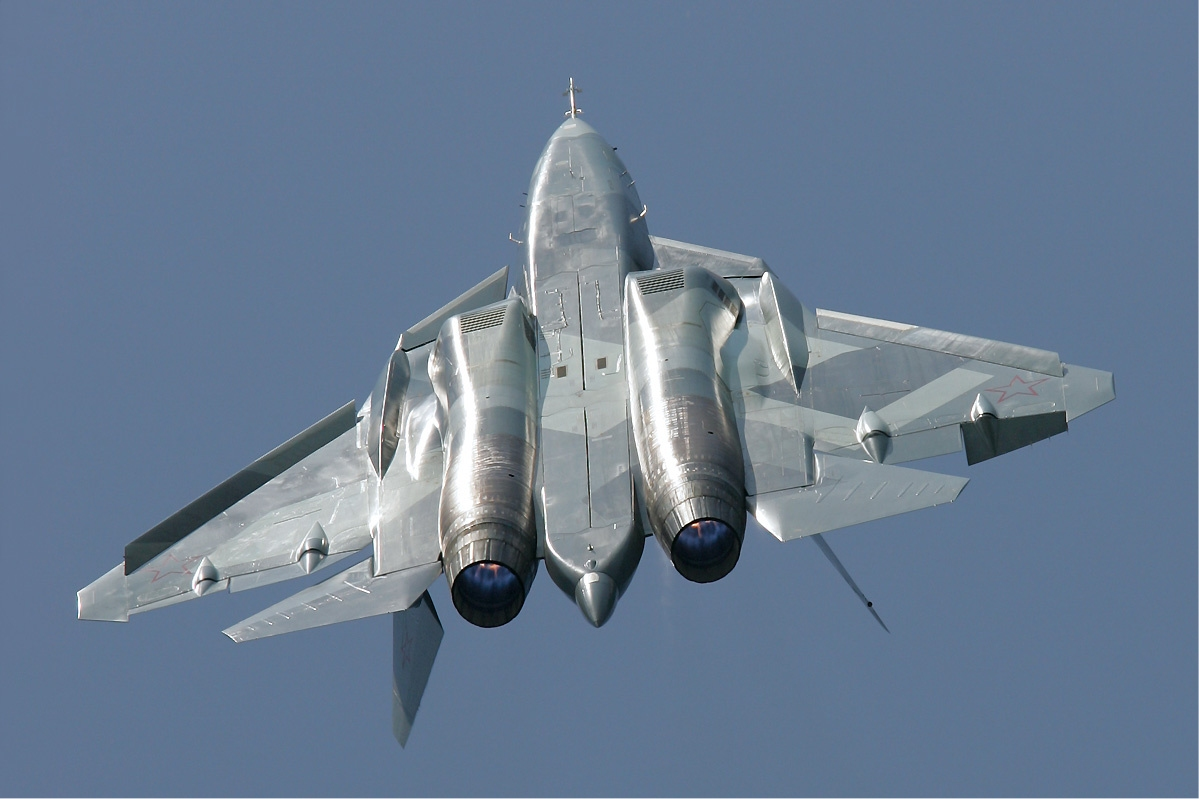
MAKS 2011におけるT-50-1。尾部に構造物が追加されているのが確認でき、水平尾翼には補強のための構造が見て取れる。光の反射でわかるとおり円筒断面の反射が多いのでステルス性は低い

| T-50-KNS        | 地上試験機。飛行制御、電気、燃料系統の試験用。 |
| T-50-0/T-50-KPO | 地上試験機。 |
| T-50-1          | 飛行した最初の試作機。シリアルナンバーは051。初飛行は2010年1月29日に行われた。101KS-V IRSTと101KS-O赤外線妨害装置はダミー。2011年のMAKS時には尾部にレドームのような構造物が追加された。2011年8月の大迎え角試験の際に、機体構造にクラックが発生している。構造の補強とオーバーホールを行い2012年9月に飛行を再開した。2014年10月以降レドームにあった大型ピトー管が外されている。 |
| T-50-2          | 2011年3月3日に初飛行。シリアルナンバーは052。101KS-V IRSTと101KS-O赤外線妨害装置を搭載。テイルブーム上の101KS-U/02ミサイル警報装置はダミー。機関砲発射口の上のピトー管が外された。後にレドームが換装され、ピトー管が短くなっている。2015年3月から101KS-O赤外線妨害装置の形状が変更されていることが確認されていたが、戻されている。 |
| T-50-3          | 2011年11月22日初飛行、AESAレーダーを搭載した最初の試作機（側面を除く）。シリアルナンバーは053。101KS-U/02ミサイル警報装置を機首下及びテイルブーム上に、UV-50デコイ発射機（14発装備可能）をテイルブーム両側に設置。エンジン冷却のため機体上部に空気取り入れ口を追加し、翼端の設計をそれ以前の試作機と一部変更している。 |
| T-50-4          | 2012年12月12日に初飛行。シリアルナンバーは054。コックピット後方にあった101KS-O赤外線妨害装置が無くなり、コックピット後方の左右に101KS-U/01ミサイル警報装置、テイルブームに101KS-U/02を設置。側面レーダーおよびL402ヒマラヤ電子戦スイートを搭載。 |
| T-50-5          | 2013年10月27日に初飛行。シリアルナンバーは055。水平尾翼の補強、101KS-U/02および101KS-U/01ミサイル警報装置が無くなり、機首下に101KS-O赤外線妨害装置が追加されている。2014年4月に着陸後機体右側のエンジンから出火し火災を起こし、機体の背部フレーム及び空気取り入れ口を大きく損傷した。機体はレストアされ、2015年10月16日に修復を完了、T-50-5Rとして飛行を再開した。飛行を再開した機体は塗装パターンが変わっており、機首下の赤外線妨害装置がなくなっている。試作機の中では唯一2016年までに3度塗装が変わっている。 |
| T-50-6-1        | 2014年1月9日の段階で既に組立は完了しているとされていたが、T-50-5の事故を受けて同機の修復用パーツとして使用された。残ったパーツはT-50-7に使用される。 |
| T-50-6-2        | 2014年12月28日にラメンスコエ空港に運び込まれる姿が目撃されている。それまでは金属が使用されていたエンジンカウル部分が機体と同様の素材に変わっているのが確認されている。非公式筋によると2016年4月27日に初飛行したとされる。 |
| T-50-7          | 2期地上試験機。 |
| T-50-8          | 2016年11月17日に初飛行,シリアルナンバーは058。 |
| T-50-9          | 2017年4月24日に初飛行,シリアルナンバーは509。 |
| T-50-10         | 製造中。 |
| T-50-11         | 製造中。 |

## 設計

### 概観

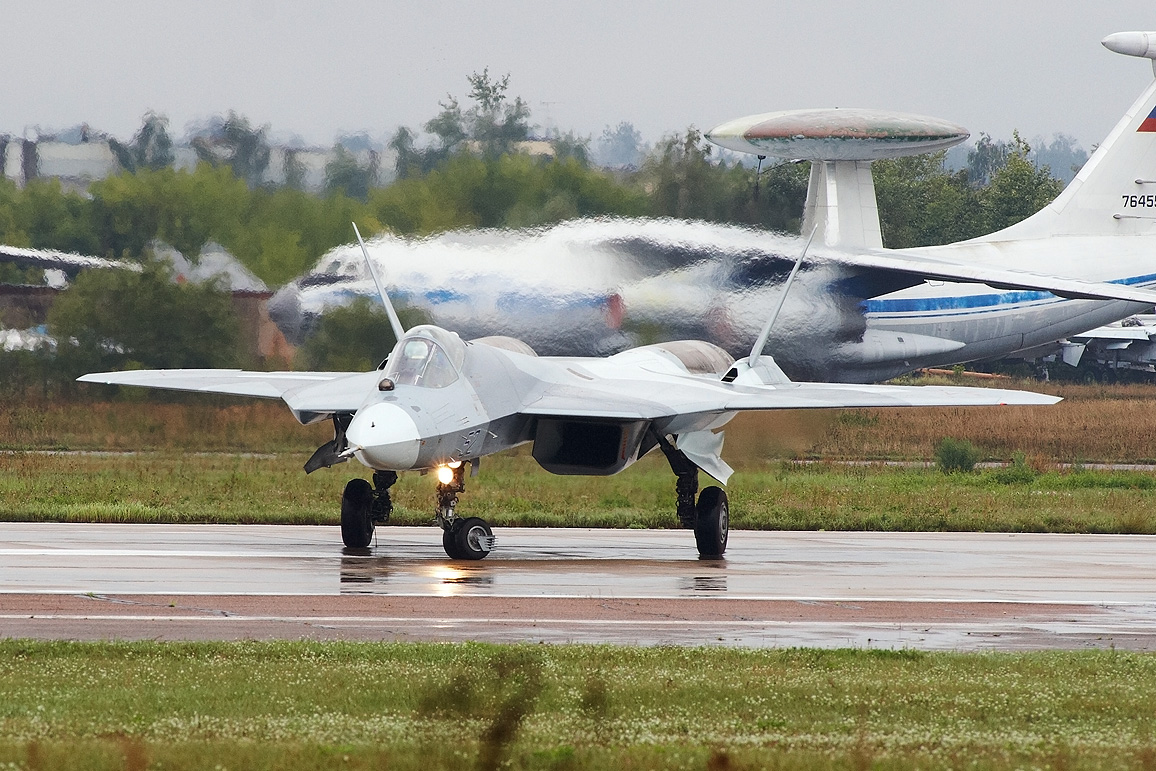
正面付近からのT-50（2011年のMAKSに参加した機体）

PAK FA計画に関する大部分の情報は機密扱いであるものの、ロシア空軍と国防省の関係者によれば、この計画がステルス技術を特徴とすること、スーパークルーズ能力の付与を公然と述べており、AESAレーダーと人工知能システム等の先進的な航空電子技術を導入するとしている。またSu-47と1.44の技術を取り入れていると言われている。
機体形状には胴体からも揚力を発生するブレンデッドウィングボディが採用され、エアインテーク前方にLEVCON (Leading Edge Vortex CONtroller: 前縁渦流制御装置)と呼ばれる可動式LERXが設けられているといった特徴を持つ。
初飛行を撮影した映像からは、この機体が従来型の操縦舵を持たないことが示され、垂直尾翼も全遊動式である。尾翼の設計は1990年代にノースロップのYF-23が用いたV字型尾翼と機械的な類似があるものの、F-22に装備されるような専用の水平尾翼によって補助されている。この垂直尾翼は短い固定式パイロンの上に設けられており、パイロン内部に作動装置を入れて垂直尾翼用の旋回軸のベアリングアームを長く確保することで荷重を減らし、ベアリングと機体構造を軽量化している。なお垂直尾翼が小さく超音速域の飛行方向安定性に欠けるため、アクティブ制御を用いて縦揺れを最小限に抑え抗力を増す際に対称的に可動する。また左右に動かすことでエアブレーキの代わりにもなる。これらを制御する操縦システムとして、KSU-50デジタル・フライ・バイ・ワイヤが採用されている。
LEVCONは失速後の高迎え角など推力偏向機構が作動しない場合の機体制御回復を担っており、機動性にも貢献している 。一方でこれによりRCSにが大きくなる可能性もあるとされる。
エアインテークは曲がってはいるもののエンジンファン全体を隠すほどではないためエンジンファン前方にレーダー・ブロッカーを装備する。エアインテーク内には電波を減衰させるため電波吸収体(RAM)が塗装されており、インテーク内で反射させた電波を最終的にレーダー・ブロッカーで吸収させる構造となっている。これによりRCSを60%削減したとされる。S字ダクトについては特許に含まれていたものの装備はされなかった。
また超音速時のエンジン効率向上のため両ダクトに開閉口とインテーク ランプを備えており、超音速飛行時にショックパターンが複数発生することでマッハ2での飛行が効率よく行えるとされている。そのほかに荒れた飛行場に着陸の際のFOD(エンジンの異物吸入による損傷)を防ぐために、Su-27等と同様に貝形・網状の異物進入防止スクリーンと分離スロットを装備している。
複合材料が機体の広範に使用されており、全重の25%、外皮面積の約70%を占める。機体胴体部分に含まれるチタン合金の量は75%であると推算される。全ロシア航空材料研究所（VIAM）開発の国産CFRPを機体に使用したことで、従来の素材と比べて4分の1の軽量化を達成している。この複合材料は同等強度のアルミニウムやチタンの半分以下の重量で、スチールよりも20-25%以上軽量とされている。
将来研究としてFPIは生物の神経系の動作原理に基づく航空機の構造監視システムを開発中で、MAKS-2017においてモックアップを発表した。これは機体が外部から衝撃を受け変形した場合にそれが画面に表示され、専門家が損傷を評価できるものである。同システムを使うことで地上の整備スタッフは機体状況を技術的かつ的確に評価することができるため、高額な定期点検を行わず機体状況に応じた整備が可能になるという。
ただし公開されたSU-57の画像では、ネジやリベットが主翼や胴体表面から突出しており、ステルス性は西側のステルス戦闘機と比べて低いレベルにあると思われる。

### 速度性能
Su-57目標最高速度はマッハ2程度であると考えられている。元々の目標値はマッハ2.35であったが減少してマッハ2.1が最高速度となり、同時期に開発されていたSu-35の最高速度マッハ2.25に比べて遅くなっている。速度低下の主な理由は、前述の通り機体の一次構造により多くの複合材料を使用したためであるとされている。

### ステルス性能
ステルス機である本機はレーダー反射を抑えるためF-22などと同様に各翼面の角度を揃えて垂直尾翼を傾ける構造を採用しており、エアインテークへのレーダーブロッカー搭載、機体フレーム間の隙間への導電性シーラントの充填、各種開口部のXバンドレーダーの波長の4分の1以下の小さい網目の格子でのカバー、電波選択式レドーム、レーダー波吸収材料・塗料の採用なども行っているが、エンジン部分などは円筒断面が多いためステルス性能は低いとされる。ロシア側の情報によれば、PAK FA計画の機体にはF-22のようなレーダーに対する超低観測性（VLO）ステルス能力の欠如が示されているが、光学、赤外線に対する低観測性を目標としている。このことはエンジン・ナセルの間にある、胴体部中央に直列で2箇所設けられたウェポンベイによっても示されている。『モスコフスキー・コムソモーレツ』の記事の報告では、T-50がF-22戦闘機よりステルス性能を低くするという対価を払った上で、F-22よりも機動性を持たせて設計されていたと報告した。そうした機能を持つ設計要素の1つには前述のLEVCONがある。RCSの値については、公開された特許情報によれば機体平均で0.1-1m2となっている。Su-57の設計主務を務めるアレキサンダー・ダヴィデンコはRCSについて「F-22のRCSは0.4-0.3m2で、PAK FAはこれを超えないものの非常に近い」 と述べている。また『ロシア・トゥデイ』は、レーダーにテニスボール大にしか映らないと報道しているが、機体の形状から信頼性は低い（F-22はゴルフボール大とされている）。

### コックピット
コックピットはヘッドアップディスプレイが、ロモが開発した大型のSHKS-5（コリメータ式、視野角20 X 30）に代わった以外はSu-35と同じ機材で構成される。操縦桿、スロットルレバーにはHOTAS概念が導入され、ユーザーフレンドリーな設計となっている。
新たに開発されたZSh-10ヘルメットにより運用されるヘッドマウントディスプレイも装備される。射出座席としてはNPP ズヴェズダ製のK-36D-5を搭載している。
SOZhE-50生命維持装置、PPK-7またはVKK-17耐Gスーツ、加圧呼吸装置によりパイロットは従来機では数秒しか行うことができなかった9G機動を30秒間行うことが可能となった。
また大気中の酸素を回収してパイロットに供給する新型のKS-50酸素供給装置を搭載し、軽量化しつつ時間の制約なく活動することが可能となった。同システムはロシア製軍用機ではYak-130に初めて搭載され、MiG-29KやSu-30MKMにも搭載されている。
長距離飛行が多い近年の軍用機で重要な課題となっている排泄物処理の問題解決のため、1990年代初めにMiG-31M用に開発されたRV-1サバイバルキットの改良型が搭載されている。これは通常の綿パンツに排尿パイプ、吸引装置、タンク、機外放出装置などで構成されており、着用したまま用を足すとパイプから排出される仕組みになっている。ロシア空軍では1990年代にRV-1とパイロット用おむつ (10時間以上の使用が可能) を比較し、RV-1の方が快適でマッハ2の飛行でも問題なく使用できる事が明らかになったとされる。これらは10-12時間以上の長時間の飛行の際にパイロットの助けとなる。
キャノピーは金属フレームを使用した分割式で、石英ガラスを採用している。石英ガラスの採用は西側諸国による制裁でポリカーボネートの入手が困難になった関係である。石英ガラスは高い透明性と耐熱性を持つが、キャノピーとして使用するには強度が弱いという欠点があった。ロシアはこの問題に対処するため工業ガラス科学研究所(NITS)が開発した表面硬化技術によって内部構造を変更し合金鋼の倍以上の強度を確保した。これらは960km/hで1.8kgの鳥が衝突しても耐えることができる。
ステルス性確保のためキャノピー内部には金とスズ、インジウムからなる電波吸収材料(RAM)が蒸着コーティングされており、これによりコックピット内部へのレーダー波の進入を防いでいる。このRAMはNPPテチノロギアによって開発されたものでレーダー波を30%、高高度飛行中の放射線を40%減少させ、レーダー反射は従来の250分の1まで減少している。コーティング1層あたりの厚さは20nm、全体の厚さは90nmで耐摩耗性も高いとされる。このコーティングはMiG-29K、Su-34のキャノピーにも適用されている。またRCS増加の原因となりうるキャノピーの金属フレームについては、表面にRAMを施しフレームの間に導電性シーラントを充填することで対応している。キャノピー形状は試作機によって差異があり、1号機と3号機にはキャノピー上部に縦枠が存在するが、2号機と4号機、5号機には存在しない。
射出座席は2019年12月の量産初号機の墜落事故で実際に用いられ、パイロットは脱出に成功した。

### 搭載兵装

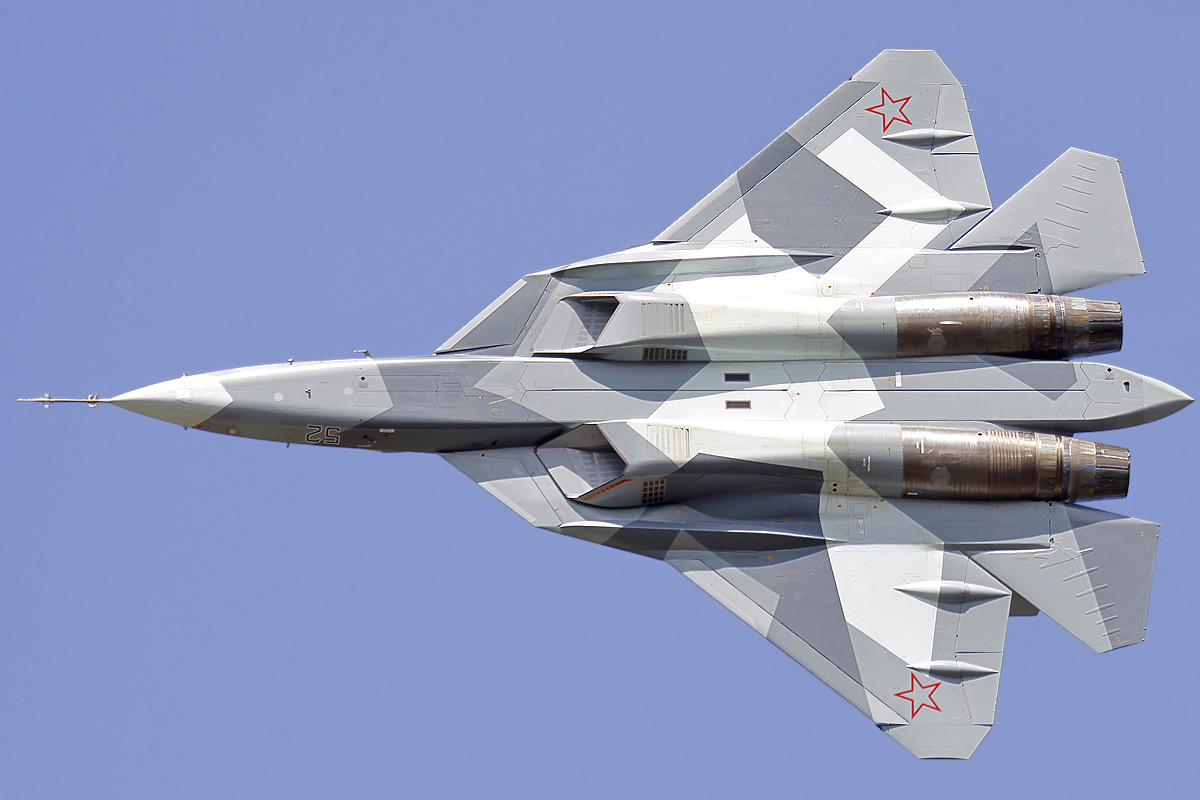
T-50の下面。兵装庫は胴体部中央と翼根の細長く伸ばされたバルジに設けられる。

固定武装としてGSh-30-1の近代型である9A1-4071Kを右LEVCOM近くに1門装備する。射程は対空戦闘で1,200m、対地戦闘で1,800mである。
エアインテーク間に設けられた2箇所のウェポンベイは全長4.6m~4.7m、幅は1m~1.1mと推定されており、複数の空対地ミサイル、空対艦ミサイルを搭載できるとされる。補助として翼根に配された、膨らみが付いた三角形の部位にも"クイックベイ"と呼ばれるウェポンベイが設けられている。兵装の内装化は航空機のステルス性を維持し空力抵抗を削減して外部搭載に比べてパフォーマンスを向上する。またT-50の高い巡航速度が従来機に比べて武器の有効性が増加すると予想される。ヴィーンペルではそれぞれ300kgの負荷に対応したUVKU-50Lと700kgの負荷に対応したUVKU-50Uの2種類のランチャーを開発している。一方、既存のミサイルだとウェポンベイからはみ出るサイズも多いため、T-50用の内部搭載ミサイルを2017年までに6種類、2020年までに更に6種類、計12種類開発する予定。開発予定の内部搭載ミサイル4種類については、2015年8月の時点で既に開発済みで、現在実証試験が進んでいる。外部搭載ミサイルは他の飛行機で試験を行っているが、例えばKh-58UShKE対レーダーミサイルなどのT-50の内部搭載ミサイルに関しては、直接T-50で試験を行っている。開発が完了する2017年までは既存の兵装を使うため、武装は外装となる予定。
空対空戦闘時には4発のK-77MまたはK-77ME中距離空対空ミサイルまたはIzdeliye 810長距離空対空ミサイルを装備できる。空対地及び空対艦戦闘時には、これに代えて4発のKh-38M空対地ミサイル、Kh-58UShKE 対レーダーミサイル、Kh-35U対艦ミサイル、250-500kgまでの精密誘導爆弾を搭載できる。いずれの場合も2発のR-74M2またはK-MD短距離空対空ミサイルを搭載可能。隠密性より兵器の搭載能力が優先される場合には、機外に4か所あるハードポイントにパイロンを装着し、空対空ミサイルや空対地ミサイル、ロケット弾、航空爆弾を搭載できる。ウェポンベイに搭載できない兵装、例えばKS-172や1,500kgの誘導爆弾などもここに装備される。

### アビオニクス
Su-57のアビオニクスは、「IMA（Integrated Modular Avionics：統合モジュラーアビオニクス)」となっており、1つのプロセッサが多数のプロセスを制御し、各プロセスに優先度を割り当て、最も重要なものを最初に計算することで、コンピュータがフリーズするのを防ぐようになっている。この基幹となるCPUモジュールにはTSP16と呼称されるものが使用されており軍事用途向けのデジタル信号処理システム向けにNIISIが開発した1890VM8Yaデュアルコアコプロセッサ（65nmプロセス・ルール、クロック周波数800MHz、電力消費量8W、動作可能温度範囲+85℃から-60℃、制限温度範囲+125℃から-125℃、組み込みシステム向けリアルタイムオペレーティングシステム「バゲット」の制御下で動作）が用いられている。
これらの機材を動作させるため、従来のロシア機のものと比べての2倍強力かつ1.5倍軽量のSPTSU-7.5電力供給システムが採用された。
OSには自己学習型のものを採用、機内の情報交換の際の電子暗号コードは各機によって違い仮に1機のシステムを解析しても他の機は解析できないためハッキングに強いという。

#### センサー
Su-57のセンサーはSh121多機能統合型ラジオ電子システム（MIRES）と101KSアトール電子光学スイートで構成され、Sh121はN036「ベルカ」アクティブ式電子走査アレイレーダーとL402 ヒマラヤ電子戦スイートで構成されている。
アビオニクスの中核となるレーダーにはN036ベルカレーダー複合体が採用されており、機首に搭載されるN036-1-01、機首側面部に搭載されるN036B-1-01B、主翼前縁外翼部に搭載されるN036L-1-01で構成されている。機首に搭載されるN036-1-01については400km先の目標を追尾でき、空中目標に対して30、地上目標に対して4の同時捕捉が可能とされる（同時に60機を追尾し、16機に対して同時攻撃できるとの情報もある）。LバンドのN036L-1-01については通常はN036Shポコソニク（Pokosonik、ロシア語で「悪魔」の意）敵味方識別装置として機能するが、Xバンドに対してのみ最適化されたステルス機に対するレーダーとして機能する。Su-57ではこれらのレーダーを併用させることで±135度の範囲で目標を検知することができる。将来的にはポッド式でKaバンド（ミリ波）アンテナを装備させる計画もある。これらのレーダーはN036UVSコンピューター及びプロセッサにより制御される。2012年、チホミロフ科学調査研究所（NIIP）において、AESAレーダー機器開発のための試験が第3試作機を用いて開始された。
また、2018年までにフォトニクス技術を使用した先進ラジオ光学フェーズドアレイレーダー（ROFAR）を開発・装備させる計画もある。ROFARはレーザーを使用したレーダーの一種で解像度が従来のレーダーと比べて10倍に増加し、数100km先の詳細な3D画像を作り出すことができるとされている。航空機なら500kmの距離から探知できかつ空港にいる人間が50m先の航空機を観察するように見えるとされる。加えて400km離れたところから、人の存在やその人物の顔の見分けることができる。またROFARは特性上、電波を用いたジャミングが物理的に不可能という利点も持つ。ROFARは非常に効率的であり、発熱量が数分の1であることから強力な冷却装置の搭載が必要なく重量は半分以下に減少するとされている。
レーダーのほかには、101KSアトール電子光学スイートを装備する。この装備は、コックピット右前方に装備された101KS-VIRST、コックピット後方と機首下に装備された101KS-O赤外線妨害装置、コックピット下とテイルコーン上に設置された101KS-U/02とコックピット左右に装備された101KS-U/01ミサイル警報装置、クイックベイ先端部に搭載される101KS-Pで構成されている。IRSTに関しては同時に複数の目標を捕捉、追尾可能である。101KS-Oはレーザーを使用して光波ホーミング誘導のミサイルに対し妨害を行なうものである。また、このシステムの中には101KS-Nターゲティングポッドが含まれている。このポッドはSu-57用に開発されたものでステルス性を要求されない状況下での地上攻撃に使用される。なおアトールの中でIRSTについては飛び出ておりステルス性への影響が指摘されることもあるが、後面にRAMを使用し運用時のみ回転させて前面にあるセンサータレットを露出させることで対処されている。

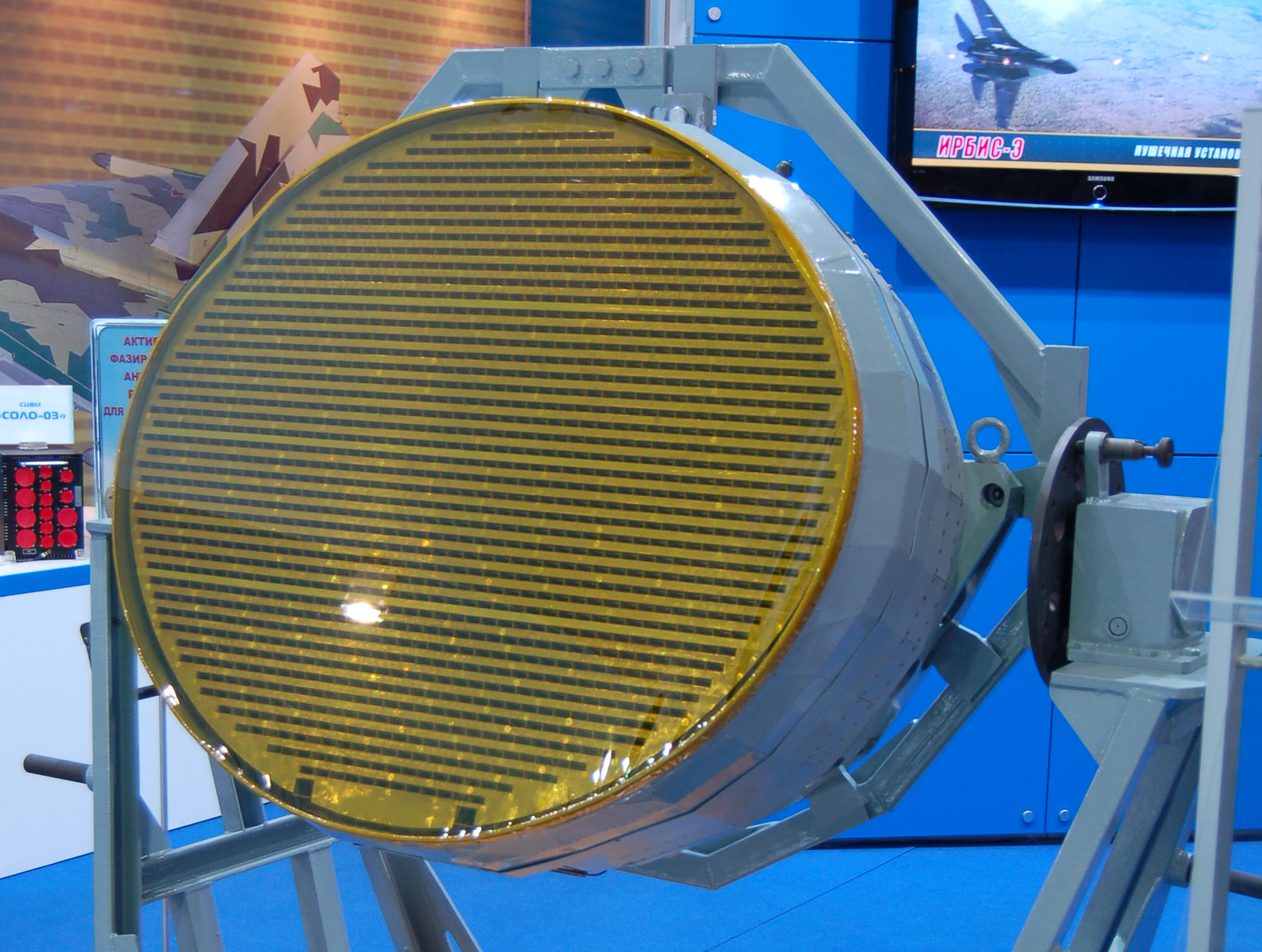
機首に搭載されるN036-1-01AESAレーダー。
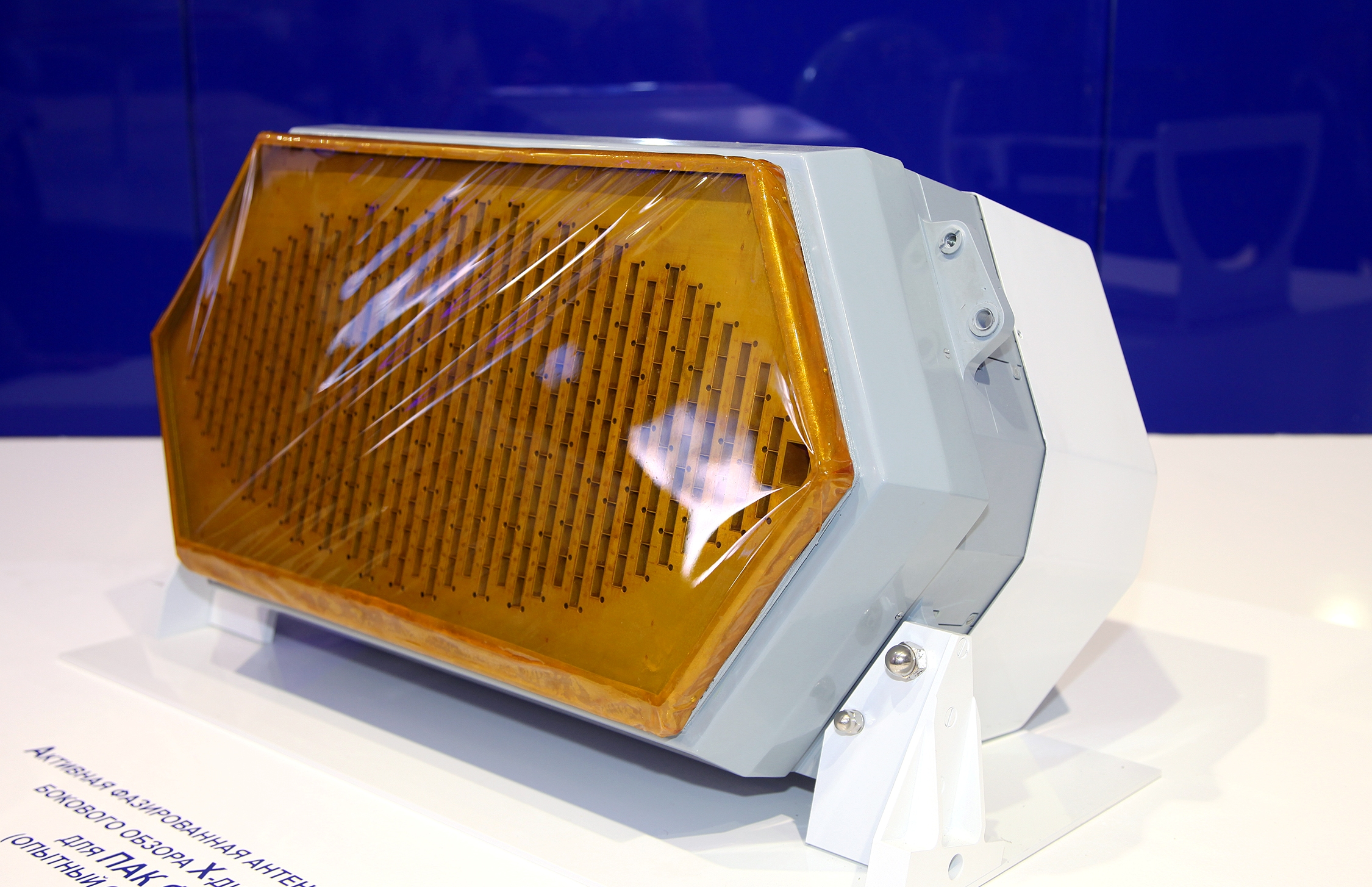
機体側面に収容されるN036B-1-01B AESAレーダー
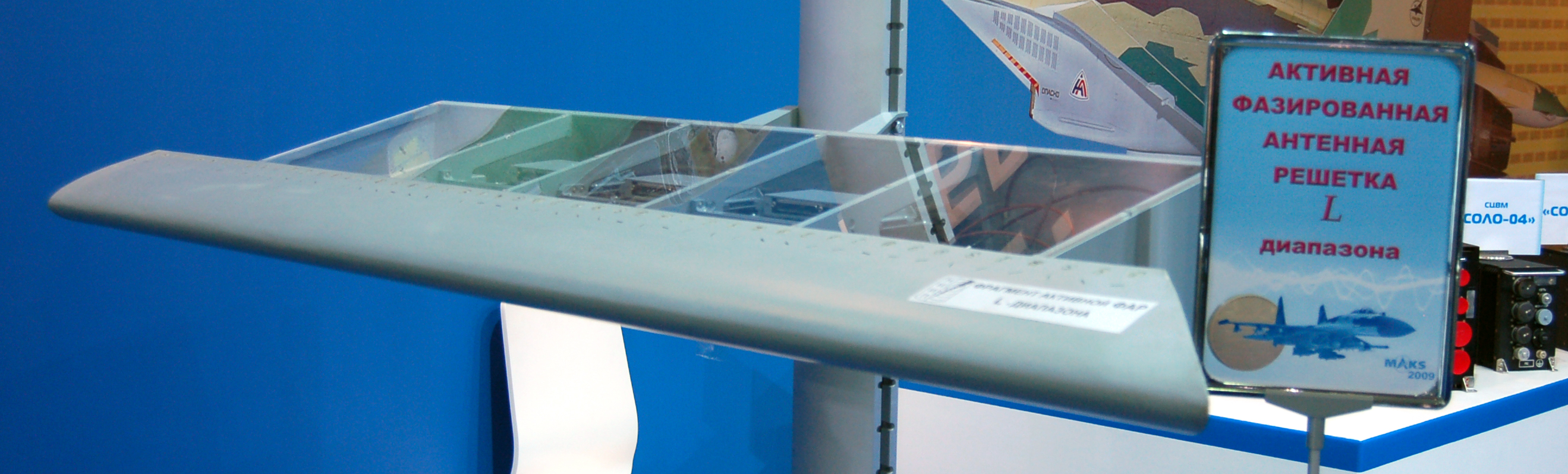
翼前縁スラットに収容されるN036L-1-01AESAレーダー
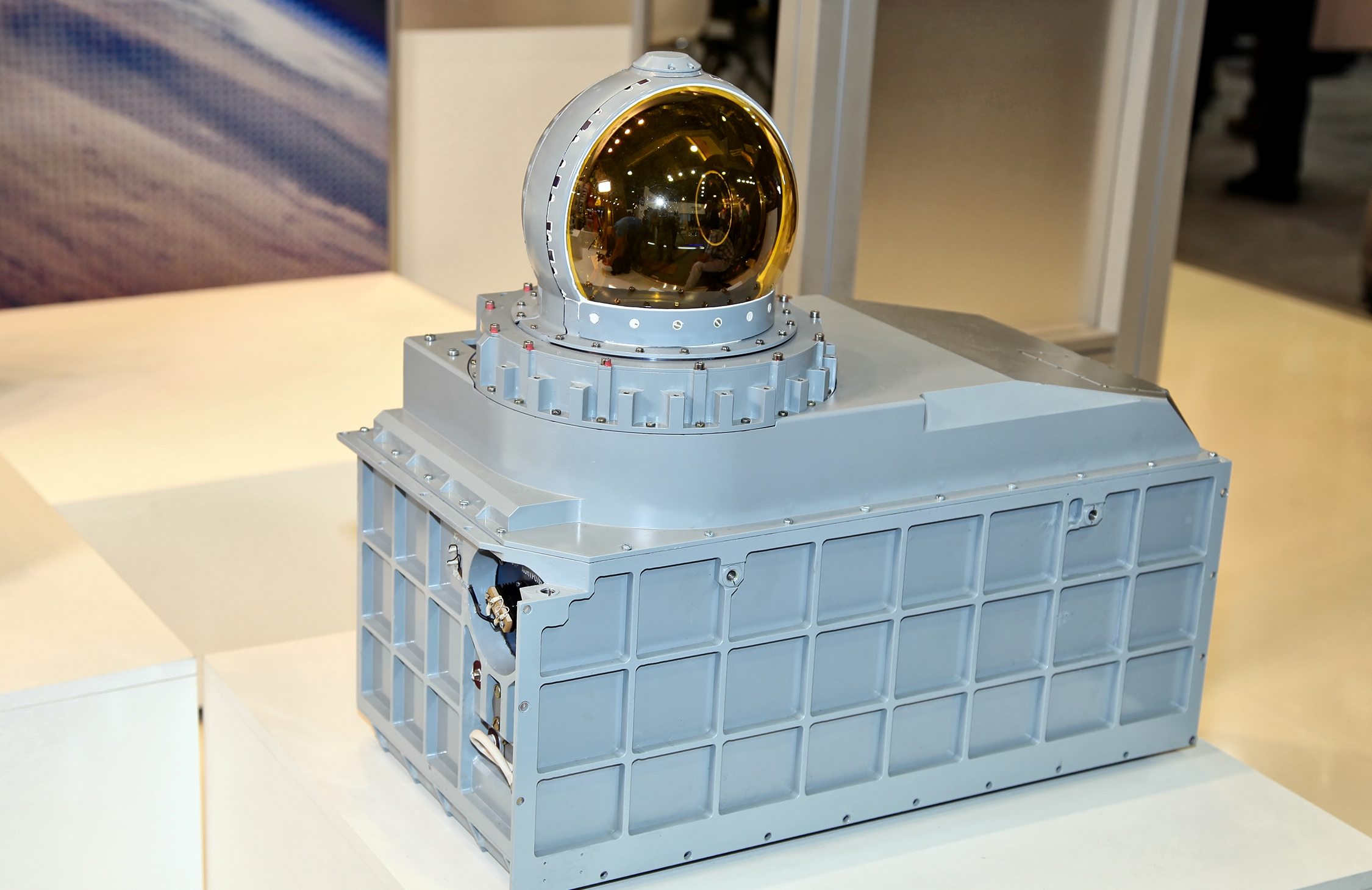
101KS-V IRST
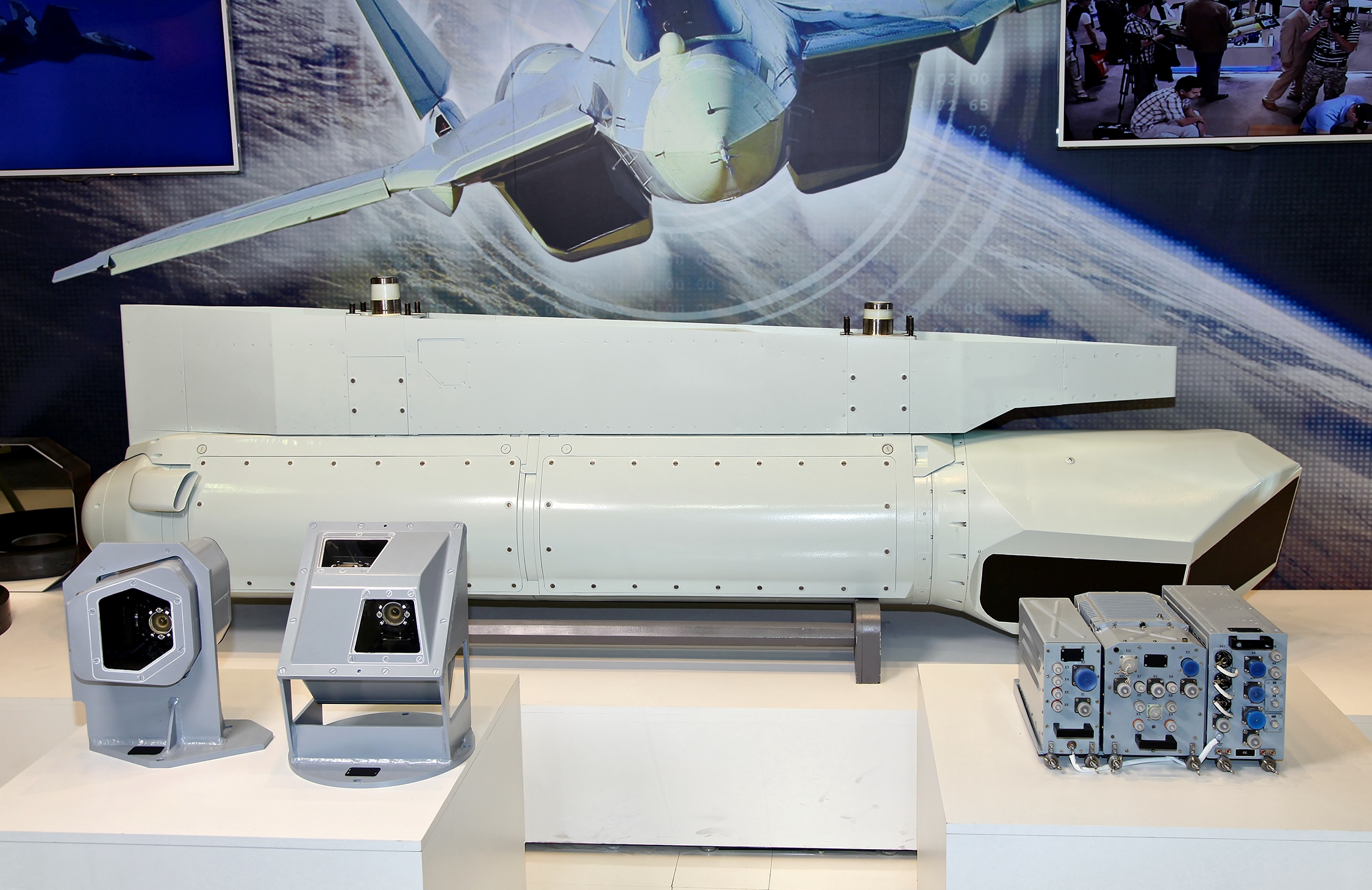
101KS-N 照準ポッド（後方）、処理コンピュータ（前方右）、101KS-Uミサイル警報装置（前方左）
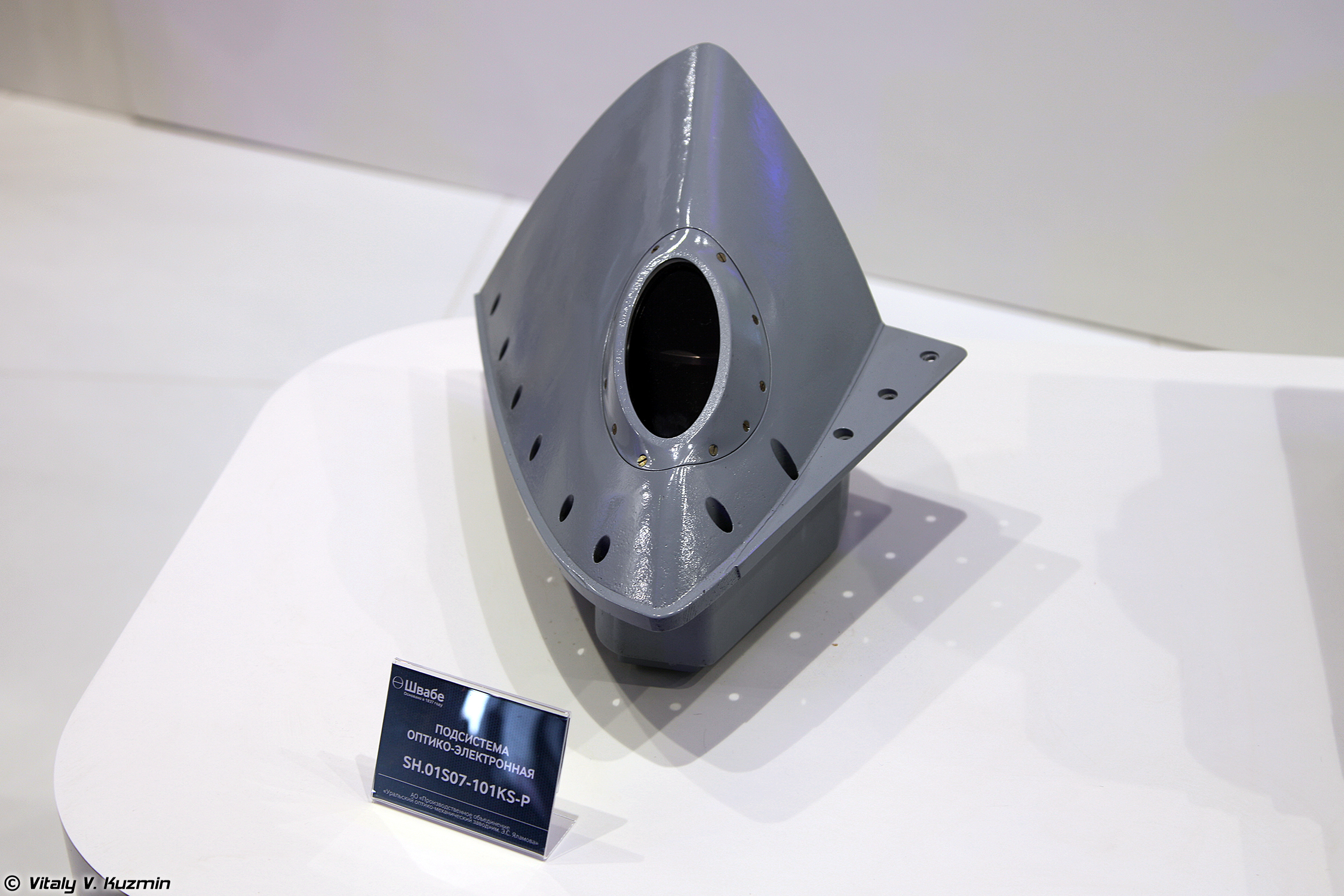
クイックベイ前方フェアリングに装備予定の着陸支援用の101KS-P

#### 通信・データリンク
通信機材として、ポレト社が開発したS-111通信システムを搭載する。S-111はソフトウェア無線を採用しており、ソフトウェアの書き換えによりハードウェアの変更なしに機能の追加などを行える。また、データリンクを介して同端末を搭載している友軍機と最大34.3Mbit/sの速度でリアルタイムに映像や音声などの情報共有が可能である。このS-111搭載のためSu-57では"Aist-50"と呼ばれるアンテナシステムが採用されており、コンフォーマル式にアンテナを装備することで、外に飛び出すアンテナの数を減らし空気抵抗やRCSを減少させている。同システムは、モジュラー方式で開発されているため多くのプラットフォームに対応しており今後、他の戦闘機やヘリコプター、輸送機、無人航空機などにも搭載される予定である。S-111の最後のテストは、2015年に予定されており、その後量産を開始する予定である。

#### 電子戦
電子妨害（ECM）装置としては、KNIRTI研究所により開発されたL402ヒマラヤ電子戦スイートを搭載する。L402は、機体各部に搭載されたAESAレーダーと自身の妨害アンテナ（一つはテイルコーンに装備）の両方を使用した強力な電子攻撃をかけることが可能である。これにより、妨害抵抗を増大させるだけでなく、航空機の生存性を向上させ、敵の航空機で使用されるステルス技術を中和することができる。このシステムは、2014年より航空機に搭載されている。

#### 人工知能
Su-57には"e-パイロット"と呼ばれる人工知能（AI）システムが搭載されている。これは得られた情報を自動で分析してパイロットに採るべきいくつかの行動指針を提示することで負担を大きく軽減する。同様のシステムはSu-35にも搭載されている。

#### その他
無線航法装置として、GPS/GLONASS統合型のものに加え、Su-35が装備していたBINS-SP2のアップグレード型であるBINS-SP2Mレーザジャイロ式慣性航法装置を搭載する。

### エンジン

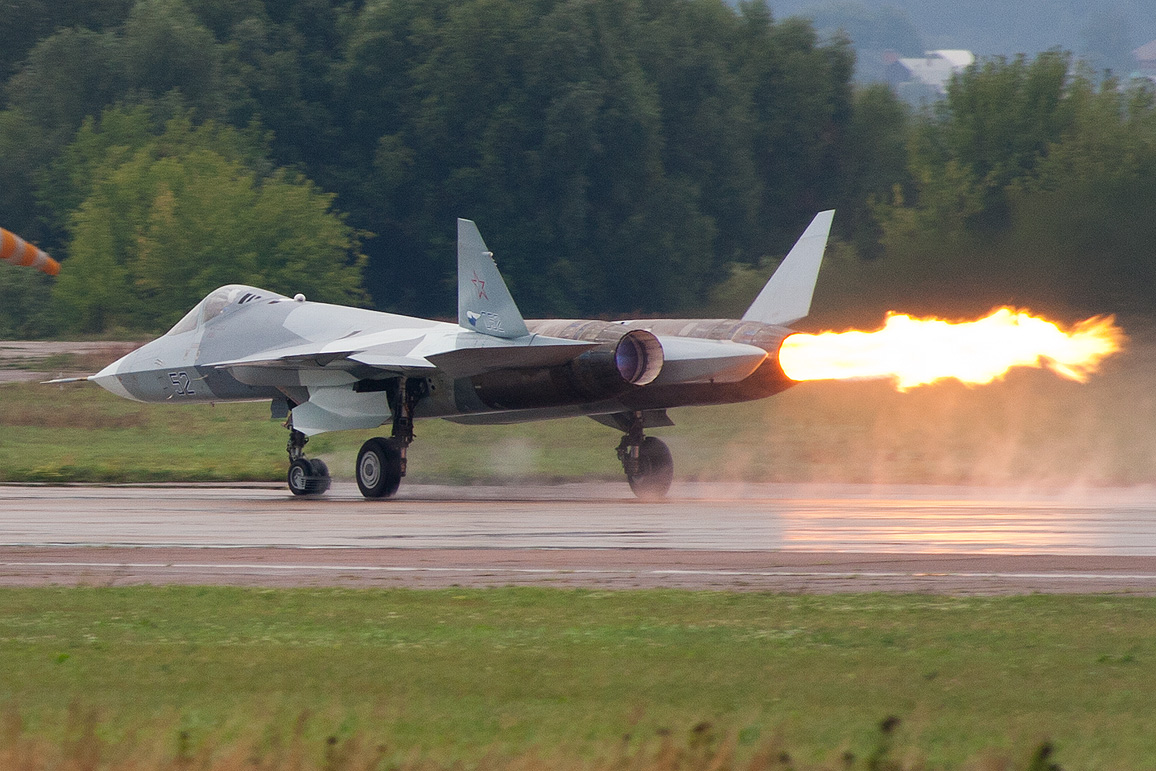
MAKS-2011においてサージングを起こしたT-50

初飛行では、Su-35に搭載されたものと同じ従来型のAL-41F1S（117S）エンジンが2基使用されると予想された。しかし、新型エンジンである「AL-41F1（117）」が初飛行で駆動した。これらの報道に対しスホーイ社のミハイル・ポゴシャン社長は、「特別に設計された全く新しいエンジンを搭載していた」と述べこれを否定、またNPOサトゥールンの総務部長で統一エンジン製造会社のPAK FAプログラム主任イリヤ・フョードロフ氏も「これは最新のエンジンであり、複数のメディアや"専門家"が言っているようなSu-35と同型のパワープラントの改良型では無く、スホーイに提示されている全ての条件を満たしている」と発言し、新しいエンジンはSu-35のエンジンと比較して高推力、自動制御複合システムといった特徴を有する事と注意を促した。

#### AL-41F1（117）
第1段階のエンジンとして開発されたもので、ドライで93.1kN、アフターバーナーを使用した状態で147kNを発揮する。デジタル制御システム（FADEC）の使用によりAL-31Fとの比較で重量は150kg減少し、推力は2.5トン増加した。このFADECは機動性と取り扱いを容易にするために飛行制御システムに統合されている。ノズルは推力偏向式でそれぞれ左右に16度、上下に20度ずつ可動するほか、無酸素でもエンジンを始動できるようにプラズマ点火システムを実装している。
このエンジンはSu-27Mに搭載されて2010年1月21日に初の試験飛行を実施、2018年4月17日に国家ベンチテストを完了した。
このエンジンは2011年8月21日に開催されたMAKSエアショーにおいてサージングを起こした。その後の調査で、サージングの原因はセンサーが誤動作して飛行制御系へ誤ったデータが流れためであることが判明したためセンサーの交換が実施されたが、2014年6月には、右エンジンより出火するという事故を起こし、インド空軍がエンジンの信頼性と性能についての懸念を表明している。

#### Izdeliye 30
第2段階のエンジンとしてIzdeliye 30とよばれる新型エンジンが開発中である。以前はIzdeliye 129と呼ばれていたが間違いであったことが判明している。主任設計者はエフゲニー・マルチュコフ。

#### 設計・性能
高圧圧縮機5段、低圧圧縮機3段、高圧タービン1段、低圧タービン1段で構成され、タービン直前温度は2,100K、既存の系列のエンジンとは全く異なる新設計エンジンとされるが最小限の変更で搭載できるとされている。推力は2012年時点での予備情報では巡航モードで約107kN、アフターバーナー全開のモードでは176kNとされていたが、2016年以降は最大17.5-19.5トンとされている。ライフサイクルコストはAL-41F1Sと比較して30%、重量はAL-41F1と比較して30%軽減され、効率は17-18%向上（記事により15-18%、15-20%）したとされる。部品点数の減少により整備性も高められ、オーバーホール寿命も大幅に延長される可能性が指摘されている。ノズルについてはサトゥールンのゼネラルデザイナーであるユーリー・スモーティン氏が新しいエンジンはフラットノズルであるべきだと発言していたが、実物では鋸歯状のステルス設計を行った丸型ノズルが採用された。NPOサトゥールンのユーリー・スモーティンが可変サイクルエンジンと呼ばれる技術を使用して、第5世代エンジンの開発に関する真剣な研究を行っていると発言していることや、エフゲニーが超音速巡航にはエンジンは可変バイパス比を有しなければならないと言及していることなどから、低速時にはターボファン、高速時にはターボジェットと飛行状態に応じて作動のサイクル（方式）を切り替える事のできる可変サイクルを採用している可能性がある。

#### 開発年表
- 2010年：

3月：第2段階のエンジンインテグレータがサリュートと提携する統一エンジン製造会社になる可能性が最も高く、2015年までにエンジンは現れないとスホーイの社長ミハイル・ポゴシャンが発言。
- 2011年

4月：当初の予定より前倒して開発を開始。開発完了・納入開始は2015年を計画していると発表。
- 2012年

11月：ベンチテストが2014年より開始されると発表される。
- 2013年

4月：年末までにエンジンの設計が完了する見込みであると発表。
12月：UMPOと支店のOKB MM.Aリューリキーは技術設計が完了し、2014年前半にガス発生器（エンジンコア）とデモンストレータの製造を開始する予定であると発表。
- 2014年

3月：技術的設計を完了。
12月：ロステフはプレスリリースで2基の試作ガス発生器(エンジンコア)が製造されており、そのうちの1つは組み立て済みで、実機に搭載しての飛行試験は2017年になると発表。
- 2015年

2月：エアロ・インディア2015においてリグテストが実施中であることを公表。
3月：UECのウラジスラフ・マサロフ氏は、2016年に最初のプロトタイプを完成させ、2017年には飛行実験機への設置を確実にする予定と述べ、エンジンの研究開発は2020年に完了する必要があると発言。
6月：技術設計が完了し試作エンジンの製造に関する設計文書の作成が進行中で2つのデモンストレーターエンジンが製造されると発表。
11月：飛行試験の2018年への延期が発表。
- 2016年

10月：UECのアレクサンダー・アリュチュコフ氏は第2段階のエンジンが2017年第4四半期までに準備が整い、残りの作業は、2018年から2020年の間に実施されると発言。
11月：UECのプレスサービスはUMPOに属するリトカリノ機械製造工場で第2段階のエンジンの最初の試験を実施し、無事成功したと発表した。
- 2017年

12月：5日にT-50-2機が左エンジンを換装しての初の試験飛行に成功、飛行時間は17分であった。
- 2019年

12月：16回に飛行を行ったことが明らかとなる。
12月23日：社内試験中の量産初号機が墜落した。

## 派生型
Su-57E
輸出型。
FGFA
インドとロシアが共同で完成させる予定であった複座式の機体であり、ステルス機能、スーパークルーズ能力、センサー機器、ネットワーク能力、戦闘用の航空電子装備など43箇所の改良を計画していた。
艦載型
将来建造される航空母艦向けの艦載機型。
当初Su-57の設計に基づく新しい海軍の戦闘機が2016年頃に就役できるとされていたが、ヴァレリー・ウヴァロフ中将はこれについて否定。新しい海軍用航空機の選定においてはスホーイ、ミコヤン、ヤコブレフ設計局間の競争が生じることを強調したうえで、2020年までこれは起こらないと発言している。
正式にSu-57の艦載型の計画の存在が明らかになったのは2014年で、ロシア海軍総司令官代理のヴィクトール・ブルスク少将が明かしている。UACは開発の用意があるとしていたが、将来空母がSTOVL方式に決定され、更にそのVSTOL艦上戦闘機の開発作業も開始されたため、今後の状況は不透明である。

## ロシアにおける運用
ロシア空軍では2020年までに55機を受領する予定であったが、景気の減速を受け2015年3月、当時の国防次官ユーリー・ボリソフは生産スペースを落とし、第一バッチの調達数を12機に削減すると発表した。ユーリー・ボリソフ氏は2015年7月2日にこの代替としてSu-35の調達機数を増やすことを述べた。
一方でロシア空軍としては最終的に多くの機数を購入する予定である。
2018年6月30日、ロシアのクリボルチコ国防次官はすぐにSu-57の第5世代戦闘機12機の供給のための最初の契約を締結すると発言した。
2018年7月2日、副首相のユーリー・ボリソフ氏はSu-57の量産を急ぐ必要はないと述べ、これまでの世代の機体が相対的に旧式になった場合にこれに努めることができると発言した。
2018年7月5日、国家院議員で航空専門家であるウラジーミル・グテネフは、「Su-57の価格は米国のF-22と比較して5分の2と安価におさまる」と指摘。また、価格に開きがあるにもかかわらず、Su-57とF-22は類似の特性を持ち、いくつかの部分では優れていると発言、シリアにおいて4機のSu-57が投入され、同じ空域で運用されている米国のF-22とF-35を探知するためのこの機体の能力についての追加情報が明らかに得られたと述べた。
2018年8月22日、クリボルチコ国防次官は「アルミヤ2018」において、最初の量産機についての契約が締結されたと発表した。また最初の量産機は2019年にロシア航空宇宙軍において運用に入り、シリアで得られたテスト結果（後述）を考慮に入れて、近い将来に15機を受け取る予定だと発言した。報道によれば契約したのは2機のプレ量産機で2020年までに受領するという。配備先はリペツク航空センター。
2019年7月29日、タス通信がボリソフ国防副大臣の発言として、Su-57の量産が始まったと報じた。
イギリスの国際戦略研究所が刊行する『ミリタリーバランス』各号によると、2022年は1機が試験中、2023年は6機、2024年は12機超が記載されており、ゆっくりではあるが量産が進行していると推定される。

### 実戦投入
2018年2月24日、アメリカ軍関係者は、ロシアがSu-57をシリアに派遣したことを明らかにした。
2022年5月20日、タス通信は、ウクライナ侵攻で「2–3週間前にこの戦闘機を投入し、ミサイルで武装したウクライナの防空網の外で活動している」とした。同年10月18日には、ロシア連邦軍の対ウクライナ戦総司令官兼航空宇宙軍総司令官セルゲイ・スロヴィキンが作戦投入していることをロシア国営テレビのインタビューで認めた。
ウクライナ国防省情報総局は2024年6月9日、最前線から約590km離れたロシア領アストラハン州アフトゥビンスク航空基地を8日に攻撃して、Su-57を損傷させたと主張する衛星画像を公開した。衛星画像からは露天駐機中のSu-57と思われる機体の側に2箇所の損傷が見られる。しかし、画像は粗く、加工されてる可能性も指摘されている。イギリス国防省の分析では、ロシアは機密流出や撃墜を避けるためSu-57をロシア領内からの長距離ミサイル攻撃用に限定しており、ウクライナ国防省情報総局は攻撃による同機の損傷は初めてと主張している。

## 輸出計画
当初、2015年にロスボロネクスポルトのセルゲイ・コルネフは「近い将来にPAK FAは輸出される事は無い」と発言していたが。2016年の報道では輸出型の生産は2020年より実施するとされている。ロシアの世界武器貿易分析センター所属の専門家は2011年に2025年には輸出可能となるとの予想を立てている。
この「輸出版」はスホーイ社のFGFAと呼ばれるものの可能性があり、このFGFAはT-50を設計の基礎に置いて開発された「主力輸出バージョン」となるとしていたが、FGFAの開発が中止された為、LIMA-2019において輸出型としてSu-57Eが公表された。この輸出型の輸出許可文書は2019年4月16日に公式に承認された。
Su-57の輸出における主な長所は、他の第5世代ジェット戦闘機よりも比較的安価な点である。ただし、以前の第4世代ジェット戦闘機よりはかなり高額なものとなっている。
統一航空機製造会社の当時の社長であったミハイル・ポシャンは2011年にSu-57の潜在市場規模は600機程度と発言している。
ロステックの輸出部部長ヴィクトル・クラドフは「輸出型Su-57Eはインドだけでなく中国も関心が高い」と述べており、産業貿易大臣であるデニス・マントゥロフも「輸出型Su-57Eの輸出見通しは良好である」と発言している。

### 採用
アルジェリア
2025年2月12日に、アルジェリア国営テレビで同国のSu-57E購入が報じられた。採用数は最大14機とされ、Su-57Eの初の採用国である。すでにロシアで飛行訓練が行われており、2025年中に引き渡し開始予定とされている。

### 提案・検討
インド
中断したFGFAの共同開発国であるため、インド空軍は有力な輸出先候補の一つである。
 トルコ
トルコ共和国のメヴリュット・チャヴシュオール外務大臣が｢アメリカがトルコにF-35を供給しない場合、トルコはロシアからSu-57を調達可能である｣と発言している。
 バーレーン
2016年開催のバーレーン国際航空ショーにおいて興味を示している。
 ペルー
ペルー空軍に対して提案、ペルー側は2016年にT-50の納入を検討したとされる。
 ベトナム
戦略技術分析センターのディレクターを勤めるルスラン・プクホフは、ベトナムのベトナム人民空軍が戦闘機を輸入する第2の顧客になるかもしれないと見積もった。

### 過去に検討
韓国
ロシアは、大韓民国空軍の次世代ジェット戦闘機計画への売り込みに関心を持ち、Su-57を提示するのではないかと言われていた。スホーイ社のSu-57は、大韓民国空軍の次世代戦闘機（FXフェイズ3）の候補となっていることを、韓国の防衛機材を調達する当局は認めた。しかしスホーイ社は、2012年1月の最終期限までに受注競争に参加できなかった。しかし、2013年9月24日、韓国の次世代ジェット戦闘機計画の白紙化・選定のやり直しに伴い入札作業にSu-57が参加する可能性があると報道された。また、ロシア側の業界筋によると、新しい市場に打って出るために複座型も売り込むとされていたが、11月23日にF-35Aが選定されたことが発表された。
 ブラジル
ブラジル空軍が運用しているミラージュ2000の後継として共同開発を含む提案を行ったが、JAS 39E/Fが選定された。

## 性能諸元
本機は開発中のため、これらの性能は準備段階の数値である。また、入手可能な図像や推算に基づく評価が行われている。出典は"warfare.ru"、"pravda.ru"、"Aviation News"、"Aviation Week"、"Air International"に依る。
主要諸元
- 乗員:1名
- 全長:19.8m
- 全幅:14m
- 全高:6.05m
- 主翼面積:78.8m2
- 空虚重量:18,500kg
- 全備重量:28,800kg
- 搭載量:20,500kg
- 最大離陸重量:35,000kg
- 主エンジン:初期生産型はAL-41F1ターボファンエンジン 2基を搭載。2期生産型より、“リューリカ＝サトゥールン AL-51（開発番号：Izdeliye 30）・可変サイクルジェットエンジン”（“リューリカ＝サトゥールン AL-41（開発番号：Izdeliye 20）・可変サイクルジェットエンジン”のジェネリック製品：開発終了）を搭載。

- AL-41F1
  - ドライ推力: 93.1 kN（21,000 lbf）
  - 最大推力（アフターバーナー使用時）: 147 kN（33,047 lbf） 

- “リューリカ＝サトゥールン AL-51（開発番号：Izdeliye 30）・可変サイクルジェットエンジン”（“リューリカ＝サトゥールン AL-41（開発番号：Izdeliye 20）・可変サイクルジェットエンジン”のジェネリック製品：開発終了）
  - ドライ推力: 11,000kgf
  - 最大推力（アフターバーナー使用時）: 19,000kgf

- 燃料容量:10,300kg

性能値
- 最高速度:マッハ2以上、高度17,000mで2,100-2,600km/hを発揮
- 巡航速度:1,300-1,800km/h
- 航続距離:3,500 km（亜音速巡航時） 5,500 km（フェリー時）
- 離陸距離:300-400m
- 実用上昇限度:20,000m
- 翼面荷重:330-470kg/m2
- 推力重量比:1.19（AL-41F1）
- 最大耐G値:9G+

兵装
- 固定武装:GSh-301-1（9A1-4071K） 30mm機関砲
  - 空対空ミサイル
    - 長距離空対空ミサイル
      - Izdeliye 810

    - 中距離空対空ミサイル
      - R-77
      - K-77M
      - K-77ME

    - 短距離空対空ミサイル
      - R-74M2
      - K-MD

- 空対地ミサイル
  - Kh-38M

- 巡航ミサイル
  - Kh-74M2

- 爆雷
  - ザゴン

- 対レーダーミサイル
  - Kh-58UShK
  - Kh-31P/PD

- 空対艦ミサイル
  - Kh-35U
  - Kh-31A/AD

- 誘導爆弾
  - KAB-250
  - KAB-500
  - KAB-1500

アビオニクス
- Sh121多機能統合型ラジオ電子システム（MIRES）
  - N036 ベルカレーダー複合体
    - N036-1-01
    - N036B-1-01B
    - N036L-1-01

  - L402電子戦スイート

- 101KSアトール電子光学スイート
  - 101KS-O赤外線妨害装置
  - 101KS-V (OLS-50M) 赤外線捜索追尾システム
  - 101KS-Uミサイル警報装置
  - 101KS-Nターゲティングポッド

## 登場作品

### 映画
『トップガン・マーヴェリック』
架空国家（ならず者国家）の主力機として登場。クライマックスにおいて2機編隊が登場し、主人公・マーヴェリックらが基地から強奪したF-14を発見して取り囲むも、マーヴェリックの機転により1機が不意打ちを受けて撃墜され、残る1機が激しい空中戦を展開する。高いステルス性と機動力を併せ持つ高性能機として描かれており、驚異的な旋回力や、急激なピッチアップを伴う機動から一瞬で体勢を立て直し戦闘を継続するなど、高い運動性能を見せつけた。
劇中では「第5世代戦闘機（5th Gen Fighter）」とのみ呼称され、キャノピーの中央にフレームがある、機関砲が左舷側にあるなど実機との差異がある。

### ゲーム
『エースコンバットシリーズ』
『エースコンバットAH』
『エースコンバット3D』
『エースコンバット インフィニティ』
『エースコンバット7』
上記作品でプレイヤー機として使用可能。現実における開発状況の推移に伴い、『AH』『3D』においては「PAK-FA（パックエフエー）」、『INF』においては「T-50」、『7』においては「Su-57」と呼称が変遷している。
また『7』では、先述の『トップガン・マーヴェリック』とのコラボレーション企画のひとつとして新規機体「5th Gen Fighter」が追加された。外観のモデリングは既存の「Su-57」と同じだが、基本性能やカラーリング、搭載可能な特殊兵装が変更されている。
『トムクランシーズ H.A.W.X.2』
有料のDLCを導入することで操縦可能となる。
『バトルフィールド4』
ロシア軍で「Su-50」という名称で登場。
『バトルフィールド2042』
ロシア軍で「Su-57 フェロン」という名称で登場。
『Modern Warships』
プレイヤーが操作可能な艦載機として「Su-57-A Felon」「Su-57-B Felon」が登場する。

### 小説
『ガーリー・エアフォース』
主要メカニック、及びキャラクターに「PAKFA-ANM」として登場。　　　

### 漫画
『空母いぶき GRATE GAME』
北極海にて、アルゼンチンの海洋環境NGO「ベルデ・マール」所属調査船「ディオサ号」を曳航していた海上自衛隊護衛艦「しらぬい」を牽制するため突如、低空より異常接近してきた。これに対し「しらぬい」は、垂直発射装置（VLS）より発展型シースパロー（ESSM）を発射、艦直上でミサイルを自爆させ、Su-57を離脱させた（1回目）。
海上自衛隊第5護衛隊群 DDV192「いぶき」、DDG176「ちょうかい」が北極海へ向かうなか、ハバロフスクの北、コムソモリスク・ナ・アムーレ基地よりSu-27・57の混成部隊が出動。「いぶき」艦載機の「F-35JB」と小規模な空戦が発生する（2回目）。
ロシア海軍の新型空母「シビリャコフ」に現実には存在しない艦載型が搭載されている。
『CAPTAINアリス』
T-50という名称で登場し、MiG-25やボーイング747と空戦を展開するが最終的に撃墜された。